# NGC 1212
NGC 1212 est une galaxie lenticulaire située dans la constellation de Persée. Elle a été découverte par l'astronome américain Lewis Swift en 1884. Cette galaxie a aussi été observée par l'astronome américain Edward Barnard dans la décennie 1890 et elle a été ajoutée à l'Index Catalogue sous la cote IC 1883.

## Caractéristiques
Sa vitesse par rapport au fond diffus cosmologique est de 5 753 ± 36 km/s, ce qui correspond à une distance de Hubble de 84,9 ± 6,0 Mpc (∼277 millions d'al).

## Identification de NGC 1212

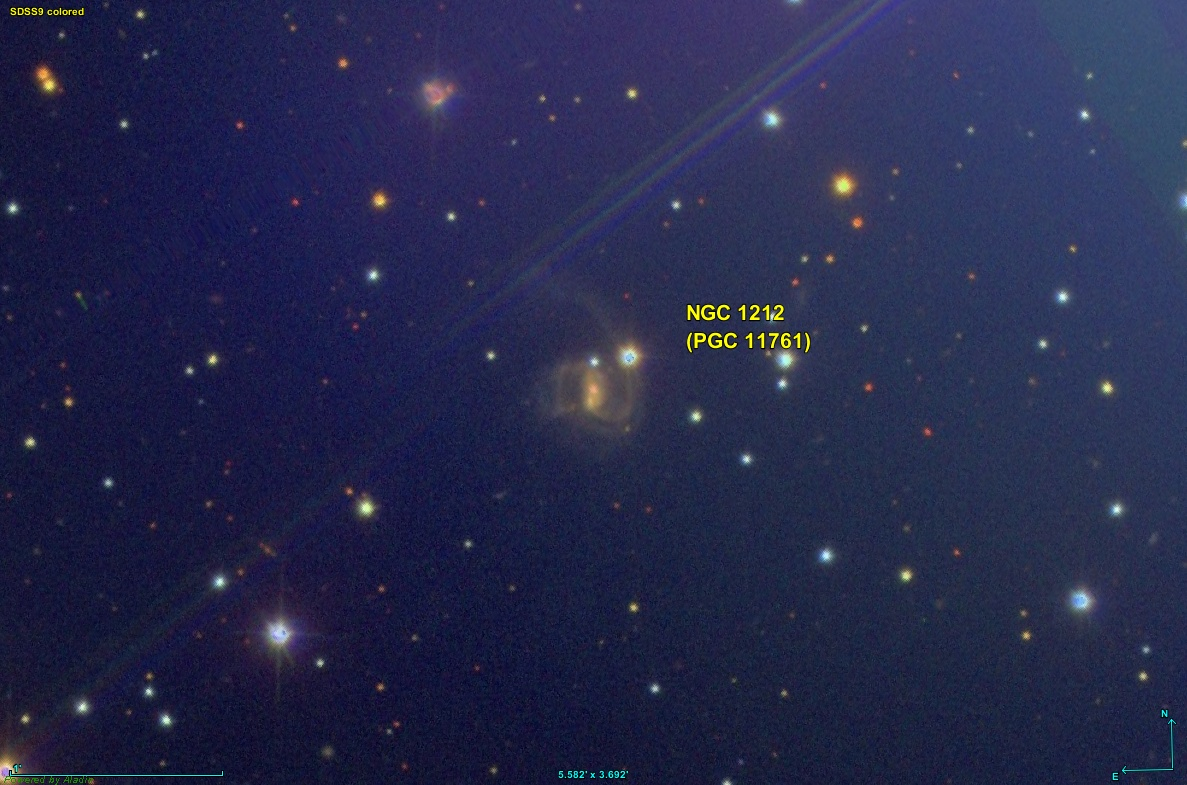
La galaxie PGC 11761 serait NGC 1212 selon Simbad et LEDA.

La galaxie NGC 1212 est identifiée à PGC 11815 ou encore à UGC 2560 sur le site du professeur Seligman et de SEDS ainsi que sur la base de données NED. Les bases de données Simbad et LEDA diffèrent d'opinion et associe NGC 1212 à la galaxie PGC 11761. Les données de l'encadré sont celles de PGC 11815